# Ung
 (signalé en juillet 2025).
Si vous disposez d'ouvrages ou d'articles de référence ou si vous connaissez des sites web de qualité traitant du thème abordé ici, merci de compléter l'article en donnant les références utiles à sa vérifiabilité et en les liant à la section « Notes et références ».
- Archive Wikiwix
- Bing
- Cairn
- DuckDuckGo
- E. Universalis
- Gallica
- Google
- G. Books
- G. News
- G. Scholar
- Persée
- Qwant
- (zh) Baidu
- (ru) Yandex
- (wd) trouver des œuvres sur Wikidata

Ung (hongrois : Ung [ˈung] ou Ung vármegye ; latin : Comitatus Unghvariensis) est un ancien comitat de la Grande Hongrie, au sein de l'Autriche-Hongrie.

## Nom et attributs
Il tire son nom de la rivière Ouj (Ung en hongrois), et son chef-lieu était Ungvár (Oujhorod en ukrainien).

## Localisation
Le comitat était borné par les Carpates au nord, la Tisza et la Latoritsa au sud, la Laborets à l'ouest. Sa superficie était d'environ 3 230 km2 en 1910. Il était limité par la Galicie autrichienne au nord et par les comitats hongrois de Bereg à l'est, Szabolcs au sud et de Zemplén à l'ouest.

## Histoire
En 1918, la république démocratique de Hongrie se disloque et une république houtsoule est proclamée par les ruthènes, qui se joignent par la suite à la première république tchécoslovaque : le traité de Trianon de 1920 officialise le partage entre les deux pays du comitat d'Ung dont la Hongrie ne garde que Záhony et le village de Győröcske (dans le comitat de Szabolcs és Ung).
En 1938, le premier Arbitrage de Vienne rendit à la Hongrie la majeure partie du comitat, sauf sa partie occidentale, attribuée à la Slovaquie, mais la Hongrie en prit possession par les armes en mars 1939. À l'issue de la Seconde Guerre mondiale, la Tchécoslovaquie se vit rendre la partie occidentale, la Hongrie conserva Záhony et de Győröcske, tandis que le reste fut attribué à l'Union soviétique et fut intégré à l'oblast de Transcarpatie dans la RSS d'Ukraine.